# Inertance
Die Inertance ist eine Messgröße der Pneumologie und bezeichnet die Trägheit von Lunge und Thorax. Im klinischen Bereich hat sie kaum Relevanz.

## Physikalische Betrachtungsweise
Vereinfacht kann man die Inertance mit Hilfe eines Rohres erklären, in dem sich ein bewegliches Fluid befindet. Als Fluid kann man beispielhaft Luft annehmen, womit auch direkt die Verbindung zur Pneumologie hergestellt ist. Herrscht nun an beiden Öffnungen des Rohres Umgebungsdruck und damit keine Druckdifferenz von einer Öffnung zur anderen, so ist es offensichtlich, dass sich das Fluid nicht bewegen wird. Erhöht man an einer Öffnung den Druck, z. B. wenn ein aufgeblasener Luftballon aufgesteckt wird, dann wird sich infolge der Druckdifferenz die Luft in Richtung der anderen Öffnung bewegen. In diesem Moment bildet sich eine Strömung im Rohr aus, die solange anhält, bis die Druckdifferenz nicht mehr vorhanden ist. Dies würde in diesem Beispiel dann der Fall sein, wenn der Luftballon leer ist oder wieder abgezogen wird.
Physikalisch betrachtet bewirkt die Reibung an der Rohrinnenwand und die Massenträgheit des strömenden Mediums, in diesem Fall der Luft, eine Verzögerung der Bewegung bei Druckdifferenz an zwei Öffnungen. Dies bedeutet, dass eine plötzliche Druckdifferenz erst nach einer gewissen Zeit zu einer Strömung führt. Diese Zeit kann erhöht werden in dem z. B. das Rohr verlängert oder die Dichte erhöht wird. In einem längeren Rohr befindet sich mehr Gasvolumen, welches wiederum mehr Zeit benötigt, bis es sich aufgrund der Druckdifferenz in Bewegung versetzt. Nimmt man dagegen ein Gas mit größerer Dichte, so erhöht sich die Masse des zu bewegenden Gases.